# های و دوختسووا
های و دوختسووا (به چکی: Háj u Duchcova) یک منطقهٔ مسکونی در جمهوری چک است که در ناحیه تپلیتسه واقع شده‌است. های و دوختسووا ۷٫۵ کیلومتر مربع مساحت و ۱٬۰۰۸ نفر جمعیت دارد و ۱۵۸ متر بالاتر از سطح دریا واقع شده‌است.